# بيط فانكوفري
بيط فانكوفري (الاسم العلمي: Bittium vancouverense) هو نوع من الرخويات يتبع جنس البيط من الفصيلة القرطيونية.